# 올레크 엘리셰프
올레크 엘리셰프 (Oleg Elyshev, 1971년 5월 30일 ~ )는 러시아의 축구 선수로, 포지션은 공격수이다. K리그에서는 올레그라는 등록명을 사용하였다.

## 클럽 경력
대한민국 K리그 클럽인 안양 LG 치타스 (현 FC 서울) 소속으로 1997시즌에서 1999시즌까지 세 시즌 동안 활약하였는데 1997년 5월 전남 드래곤즈로 현금 트레이드한 스카첸코의 공백을 메꾸기 위해 영입했다.

## 수상 내역

### 개인
- 리그컵 도움상 : 1997